# كايل سميث
كايل سميث (بالإنجليزية: Kyle Smith)‏ (مواليد 1966 في إيست لونغميدو، ماساتشوستس، الولايات المتحدة) ناقد وروائي وكاتب مقال أمريكي. سميث ضمن طاقم النقد السينمائي في نيويورك بوست. ناقد كبير في ناتيونال ريفيو. كاتب في مجلة إنترتينمنت ويكلي يصف أسلوب سميث في استعراض الفيلم ب«ممارسة العداء بفرح». أطلق عليه مسمى «أكبر ناقد فيلم أميركي كانتانكروس» من قبل مجلة ذا أتلانتيك. سميث يساهم أيضا في صحيفة وول ستريت جورنال وبيبول ونيويورك ونيويورك تايمز وكومينتاري والمعيار الأسبوعي.
خدم سميث في الجيش الأمريكي خلال حرب الخليج الثانية برتبة ملازم.

## روابط خارجية
- كايل سميث على موقع IMDb (الإنجليزية)
- كايل سميث على موقع روتن توميتوز (الإنجليزية)